# 533 Sara
533 Sara este un asteroid din centura principală, descoperit pe 19 aprilie 1904, de Raymond Dugan.